# Rialp
Rialp to hiszpańskie wydawnictwo, założone w 1949 w Madrycie. Publikuje książki w nurcie kultury chrześcijańskiej.
Wydawnictwo zaczęło od publikacji kolekcji poezji o nazwie "Adonáis". Z biegiem czasu powstały też inne serie: Historia, "Patmos" (książki duchowe), Filozofia, Kino oraz Wielka Encyklopedia Rialp. Obecnie w Rialp publikuje się wiele esejów intelektualistów hiszpańskich i zagranicznych. Rialp wydaje też dzieła św. Josemarii i inne związane z Opus Dei.
Nazwa wydawnictwa nawiązuje do wydarzenia z życia św. Josemarii, które wydarzyło się w lasach regionu Rialp w Hiszpanii podczas wojny domowej.
Aktualnie dyrektorem jest Miguel Arango.